# Stržená hráz
Stržená hráz je přírodní památka poblíž obce Mnich v okrese Pelhřimov v nadmořské výšce 560–588 metrů. Oblast spravuje Krajský úřad Kraje Vysočina. Předmětem ochrany jsou vlhké louky a olšiny v údolí Hladovského potoka.